# ガイウス・アウィディウス・カッシウス
ガイウス・アウィディウス・カッシウス（ラテン語: Gaius Avidius Cassius , 130年頃 - 175年7月）は、ローマ帝国五賢帝時代の軍人。マルクス・アウレリウス・アントニヌスに反乱を起こしたことで知られる。反乱時の名乗りは、インペラトール・カエサル・ガイウス・アウィディウス・カッシウス・アウグストゥスである。

## 略歴
カッシウスはキュロス (Cyrrhus) の出身で、ガイウス・アウィディウス・ヘリオドルス（Gaius Avidius Heliodorus, 100年頃 - 142年以降）とユリア・カッシア・アレクサンドラ（105年頃 - 没年不明）の息子である。母ユリアの母方の家系は初代皇帝アウグストゥスの直系であり、ユリアはアウグストゥスの仍孫（玄孫の曽孫）である。ユリアの祖父カッシウス・レピドゥス（55年頃生誕）の姉カッシア・ロンギナは皇帝ネロの重臣コルブロの妻であり、その2人の娘の1人にドミティアヌスの妻となるドミティア・ロンギナがいる。したがって、カッシウスはアウグストゥスの雲孫（仍孫の子、玄孫の玄孫）にあたり、ユリウス＝クラウディウス朝の血を受け継ぐ末裔の1人である。
マルクス・アウレリウス帝の下で軍事経験を重ねた。パルティアとの戦争では、セレウキアとクテシフォンを陥落させる功績を挙げて元老院議員の地位を得た。166年、カッシウスはシリア属州総督に就き、172年にはエジプトで発生したブコリ (Bucoli) による反乱を鎮圧した。
175年、カッシウスはマルクス・アウレリウスが死去したとの知らせを受けてローマ皇帝への即位を宣言したが、未だマルクスは生存しており、勇み足であった。病気がちであったマルクスが危篤に陥っているとカッシウスが思い込んでいたところへ、マルクスの妻・小ファウスティナが年若い息子コンモドゥスを守護するため、カッシウスが皇帝即位を宣言を後押ししたともされる。マルクスが生存していたのを知った後も、カッシウスは引き続きマルクスへの反乱を収めなかった。
マルクスは、当時マルコマンニ戦争に従事していた。当初は従っている軍人にカッシウスの反乱の件を内緒にしようとしたが、やがて一般に知られるところとなり、ローマ元老院はカッシウスを国家の敵とする決議を可決した。
175年4月にカッシウスは兵を挙げてローマ帝国東部を抑えたが、重要な穀倉地帯である皇帝私領アエギュプトゥスの支持は得られなかった。カッパドキア属州総督マルティウス・ウェルスはマルクス・アウレリウスに従い、カッシウスを攻撃した。結局、カッシウスは自軍内のケントゥリオ（百人隊長）によって殺害された。カッシウスの首はマルクスの下へ送られたが、マルクスは首実検を断り、すぐに埋葬するように命じた。

## 家族・子孫
- ルキウス・ウォルシウス・マエキアヌスの娘ウォルシア・マエキアナ（135年頃- 175年以降、Volusia Vettia、Volusia Vettia Maecianaとも）と結婚。以下の2男2女を儲けた。
  - アウィディウス・ヘリオドルス - 反乱鎮圧後、処刑された。
  - アウィディウス・マエキアヌス - 反乱鎮圧後、処刑された。
  - アウィディア・アレクサンドラ - 反乱鎮圧後、夫と共におじの保護下で生活した。
  - ウォルシア・ラオディケ（165年頃生誕） - クィントゥス・ティネイウス・サケルドース（160年頃 - 219年以降）と結婚。
- 孫
  - ティネイア（195年頃生誕） - ローマ皇帝プピエヌスの長男ティベリウス（ティトゥス）・クロディウス・プピエヌス・プルケル・マクシムス（195年頃 - 224年/226年以降もしくは235年以後）と結婚。
- 曽孫
  - ルキウス・クロディウス・ティネイウス・プピエヌス・バッシウス（220年 - 250年以降）- ティネイアとティベリウスの息子。オウィエナという女性と結婚。
- 玄孫
  - マクシムス・ティネイウス・オウィニウス・カクトゥス（240年頃 - 274年頃） - ルキウスとオウィエナの息子。
- 来孫
  - オウィニウス・ティネイウス・タルテニウス・ノニウス・アッティクス（290年頃存命）- マクシムスの息子。マキシマという女性と結婚。
- 来孫オウィニウスとマキシマの子孫は東ローマ貴族や西ゴート王族の血筋となって後世に存続した。